# Ceratina picta
Ceratina picta är en biart som beskrevs av Smith 1854. Ceratina picta ingår i släktet märgbin, och familjen långtungebin. Inga underarter finns listade i Catalogue of Life.